# Ischasia pouteriae
Ischasia pouteriae är en skalbaggsart som beskrevs av Peñaherrera och Tavakilian 2004. Ischasia pouteriae ingår i släktet Ischasia och familjen långhorningar. Inga underarter finns listade i Catalogue of Life.